# Skranta
Skranta är en stadsdel i Karlskoga, belägen något sydväst om Karlskoga centrum. Den gränsar till Bregården, Skogsrundan, Baggängen och Ekeby, intill länsväg 243 som leder mot Degerfors. Stadsdelen har ett lokalt centrum, Skranta torg, med flera butiker samt kommunkontor.

## Namnet
Ursprunget till namnet är oklart, men det finns vissa teorier som kan hämtas från Svenska Akademiens ordbok (SAOB), webbordboken Dialektord i Karlskogamålet och Svenskt dialektlexikon.
Enligt SAOB är ordet "skranta" dialektalt och innebär att bli skral eller att vara krasslig eller sjuklig. Den ursprungliga betydelsen var att bli mager och sannolikt finns en samhörighet med dialektala ordet "skran" som betyder mager eller torr. Och i det lokala dialektuttrycket Karlskogamålet förekommer ordet "skrant" som syftar på "gräs som växer på ouppodlad mark". Enligt Svenskt dialektlexikon betyder det ungefär en sluttning på en backe eller en liten stenhäll. Ordet kan också referera till en brant sluttning eller sluttande mark.

## Historia

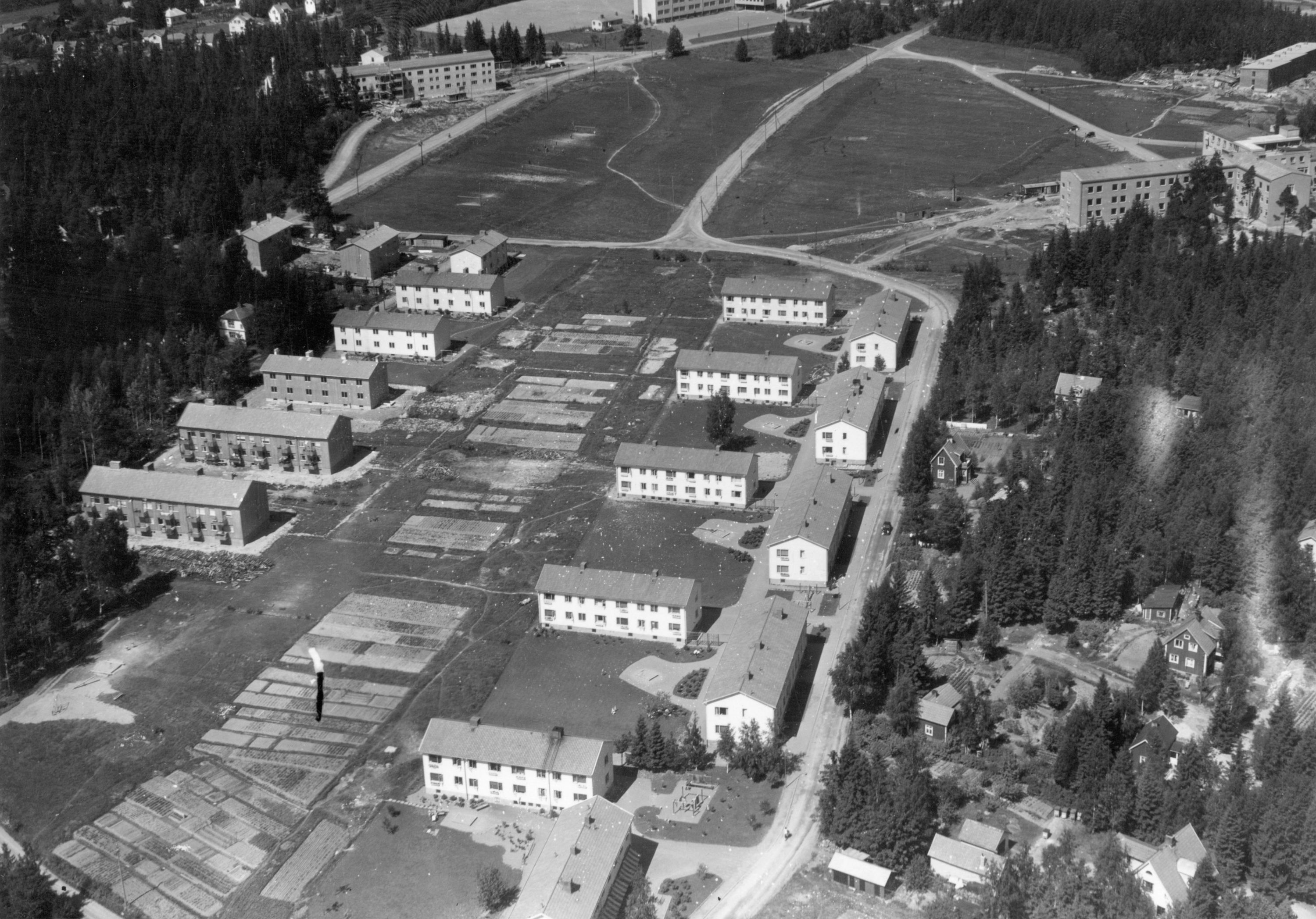
I bakgrunden syns Skranta skola, numera rivet; länsväg 243 löper in mellan de två bostadsklusterområdena.

Bebyggelsen har uppförts i etapper och består av en blandning av hustyper. Det finns till exempel flerfamiljshus, uppförda under 1940-talet, och 1945 köptes mark för att anlägga villatomter. I Skranta stod Karlskoga lasarett färdigt 1942 och under 1920-talet drev den kooperativa rörelsen en affär här.
I Skranta finns också en muslimsk förening, vilken bedriver moskéverksamhet i närheten av Skranta torg, samt en fritidsgård, ett vård- och omsorgsboende och ett flertal förskolor. Tidigare fanns det också ett ordenshus i Skranta.
En första skola invigdes 1903, efter beslut i tingshuset Karlshall. Skolan om två lärosalar, försedd med två lägenheter, var skola fram till 1940 och revs 1961. Innan en ny skola uppfördes fungerade den tidigare som lagerlokal. En ny skola uppfördes 1968, men denna gång som högstadieskolan "Skrantaskolan". Skolan, med cirka 350 elever, är en av tre högstadieskolor i Karlskoga kommun.
I området, liksom i det närliggande Baggängen, var barnfattigdomen koncentrerad under 2010 bland Karlskogas stadsdelar.

## Skranta torg

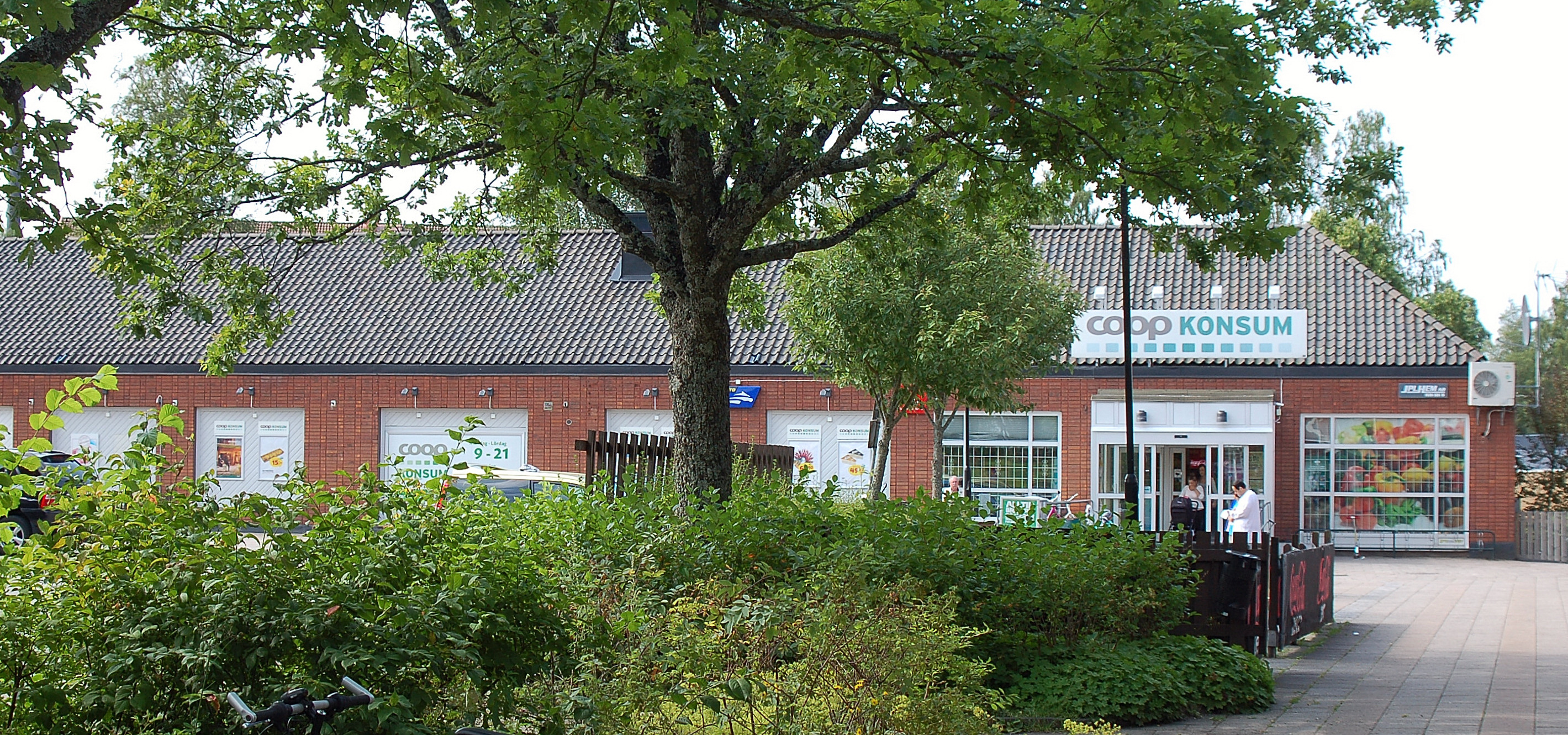
Skrantahöjdstorget med den nedlagda Konsumbutiken.

Skranta torg, även känt som Skrantahöjdstorget, är en central plats i stadsdelen där en julmarknad arrangeras. Det ligger längs Skrantahöjdsvägen som sträcker sig norrut till Europaväg 18. Här, vid Skranta torg, fanns tidigare Coop Konsum Skranta som stängde 2015.
Fastigheterna vid torget ägdes tidigare av Fastighetsbolaget Forcera Fastigheter gick under exekutiv auktion och fick 2023 en ny ägare i form av Karlskogahem.

## I populärkulturen
Mia Skäringer gestaltade rollfiguren "Tabita på Skrantabacken" i Sveriges Radio P3:s humorprogram Roll on.
År 2016 sändes en dokumentärserie på SVT1 och UR Play med namnet "Skolpojkarna" från Skrantaskolan. Serien hade som syfte att peka på varför pojkar presterade sämre än flickor i skolan.

## Politik
I Skranta valdistrikt röstade 37,48 procent på Moderaterna i kommunalvalet 2022, vilket var en uppgång från 2018 års 30,7 procent. I EU-valet 2019 röstade 28,9 procent på Socialdemokraterna inom samma valdistrikt.